# Cháris Grammós
Cháris Grammós (en grec moderne : Χάρης Γραμμός), de son nom complet Charílaos Grammós (Χαρίλαος Γραμμός), est un footballeur grec né le 22 août 1948, ou le 11 décembre 1948 à Mytilène. Il évoluait au poste d'attaquant.

## Biographie
Cháris Grammós est joueur du Panathinaïkos de 1966 à 1976,,.
Avec le Panathinaïkos, il est triple Champion de Grèce en 1969, 1970 et 1972, il remporte également deux Coupes de Grèce en 1967 et 1969
,.
Cháris Grammós dispute tous les matchs de la campagne en Coupe des clubs champions 1970-1971 du club grec. Le Panathinaïkos perd la finale contre l'Ajax Amsterdam sur le score de 0-2,.
En 1976, il est transféré à l'Olympiakos. C'est l'un des premiers joueurs à rejoindre le club rival du Pirée,,.
Au total, en compétitions européennes, il dispute 13 matchs de Coupe des clubs champions, 3 matchs de Coupe des vainqueurs de coupe et 7 matchs de Coupe des villes de foire/Coupe UEFA

## Palmarès
| Panathinaïkos \| - Championnat de Grèce (3) : - Champion : 1968-69, 1969-70 et 1971-72. - Vice-champion : 1965-66 et 1973-74. - Coupe de Grèce (2) : - Vainqueur : 1966-67 et 1968-69. - Finaliste : 1966-67 et 1968-69. \| \| - Coupe des clubs champions : - Finaliste : 1970-71. \| |  | Olympiakos - Championnat de Grèce : - Vice-champion : 1976-77. |
| - Championnat de Grèce (3) : - Champion : 1968-69, 1969-70 et 1971-72. - Vice-champion : 1965-66 et 1973-74. - Coupe de Grèce (2) : - Vainqueur : 1966-67 et 1968-69. - Finaliste : 1966-67 et 1968-69.                                                                                |  | - Coupe des clubs champions : - Finaliste : 1970-71.           |